# 嬉遊笑覧
『嬉遊笑覧』（きゆうしょうらん）は、喜多村信節が江戸時代後期の風俗習慣、歌舞音曲などについて書いた随筆。文政13年 (1830年) 発刊。各巻上下2章から成る全12巻と付録が1巻。各項目を和漢古今の文献を引用して解説し、体系的に整理した百科事典的な書物で、江戸風俗を知る有益な資料として知られる。注解書は岩波文庫（全5巻）である。